# Tautendorf (Gemeinde Gars am Kamp)
Tautendorf (früher auch Dautendorf) ist ein Ort und eine Katastralgemeinde der Marktgemeinde Gars am Kamp im Bezirk Horn in Niederösterreich.

## Geografie
Der Ort liegt am Rand des Hornerwaldes westlich von Gars am Kamp. Die Seehöhe in der Ortsmitte beträgt 434 Meter. Die Fläche der Katastralgemeinde umfasst 4,89 km². Die Einwohnerzahl beläuft sich auf 179 Einwohner (Stand: 1. Jänner 2024).

## Postleitzahl
In der Marktgemeinde Gars am Kamp finden mehrere Postleitzahlen Verwendung. Tautendorf hat die Postleitzahl 3571.

## Bevölkerungsentwicklung
| Jahr      | 1846 | 1890 | 1923 | 1951 | 1961 | 1971 | 1991 | 2001 |
| --------- | ---- | ---- | ---- | ---- | ---- | ---- | ---- | ---- |
| Einwohner | 400  | 456  | 441  | 371  | 370  | 324  | 213  | 198  |

## Geschichte

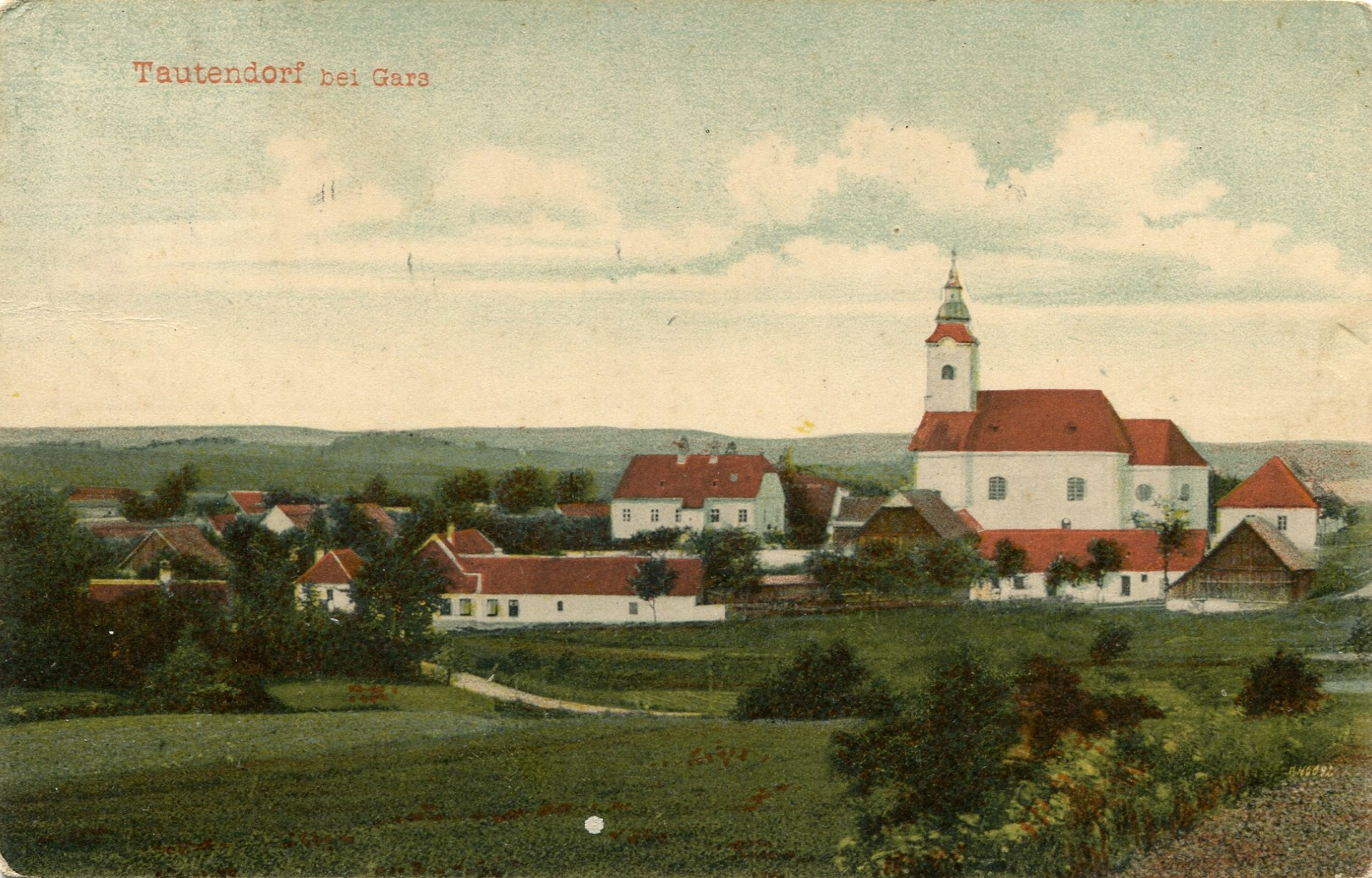
Blick auf Tautendorf, Ansichtskarte um 1905.

Tautendorf wurde erstmals 1114 als Tatindorf erwähnt.
Laut Adressbuch von Österreich waren im Jahr 1938 in der Ortsgemeinde Tautendorf ein Bäcker, ein Dachdecker, ein Fleischer, zwei Gastwirte, drei Gemischtwarenhändler, eine Mühle, zwei Schmiede, ein Schneider und eine Schneiderin, zwei Schuster, ein Tischler, ein Wagner und etwas außerhalb eine Ziegelei ansässig.
1971 wurde die bis dahin selbstständige Gemeinde im Zuge der Gemeindezusammenlegungen der Marktgemeinde Gars am Kamp angegliedert.

## Kultur und Sehenswürdigkeiten

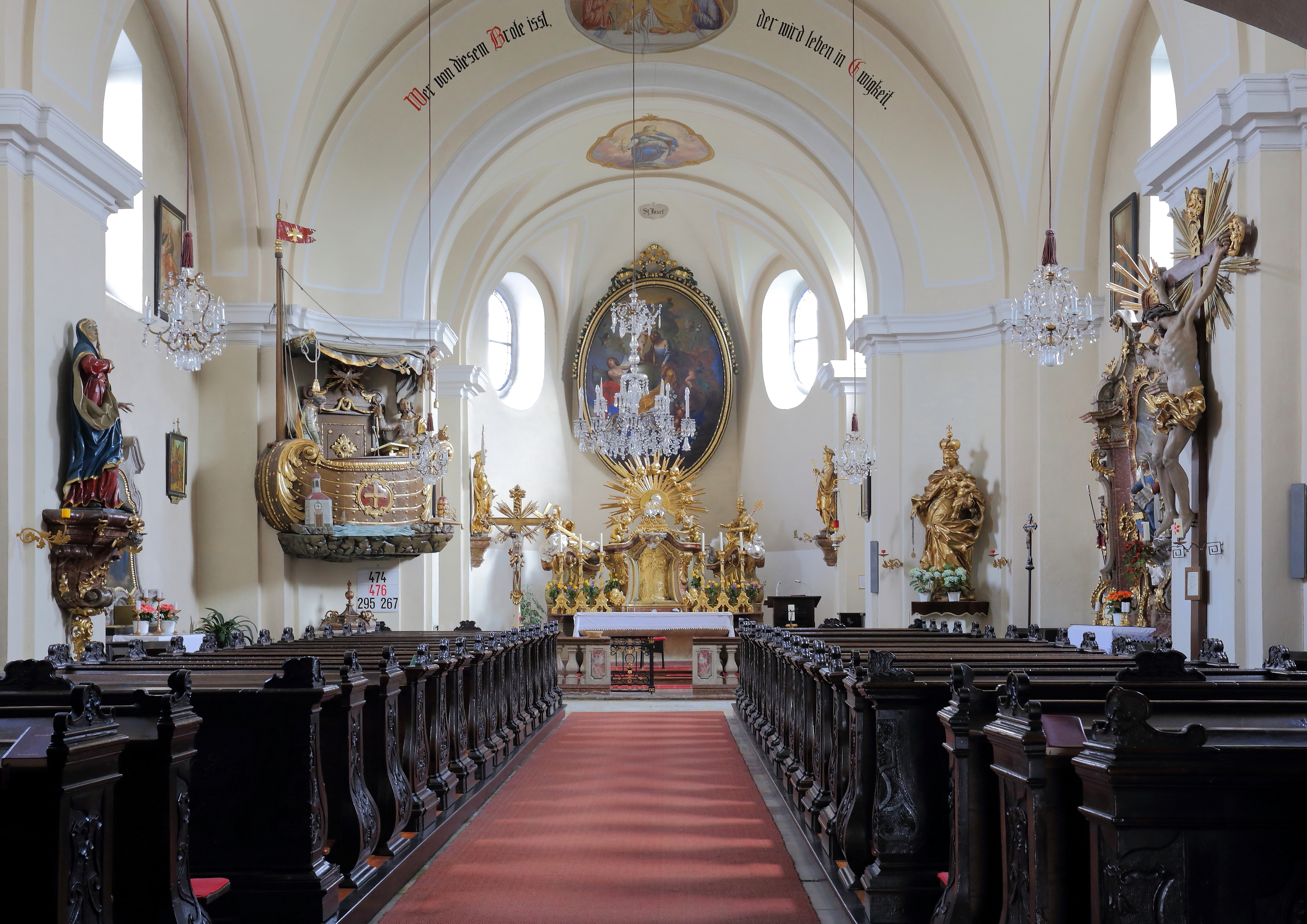
Innenansicht der Pfarrkirche mit einer Schiff-Petri-Kanzel

- Die Pfarrkirche Tautendorf wurde um 1785 als spätbarocker Saalbau errichtet. Die teilweise ältere Ausstattung stammt aus Kirchen in Krems und Stein an der Donau, die während der Josephinischen Reformen säkularisiert wurden. Eine Besonderheit stellt die Kanzel aus der 2. Hälfte des 18. Jahrhunderts dar. Sie hat die Form eines Schiffes, in dem Christus und Petrus stehen. Im Turm befindet sich eine Glocke mit der Jahreszahl MCCLXIII (1263). Sie ist die älteste erhaltene Glocke des Waldviertels.[4] Im Jahr 1822 wurde der Ort als Dorf mit 60 Häusern genannt, das über eine Pfarre und eine Schule verfügte. Die Herrschaft Gars besaß die Ortsobrigkeit, übte die Landgerichtsbarkeit aus und besorgte die Konskription. Die Untertanen und Grundholde des Ortes gehörten den Herrschaften Gars, Buchberg und der Pfarre Gars.[5]

## Wirtschaft und Infrastruktur

### Brandschutz
- Freiwillige Feuerwehr Tautendorf

### Vereine
- Kameradschaftsbund Tautendorf
- Ländliches Fortbildungswerk Tautendorf
- Landjugend Tautendorf
- Ortskapelle Tautendorf[6]
- Seniorenrunde der Pfarre Tautendorf

### Verkehr
Der Ort ist nicht an den ÖPNV angeschlossen. Der nächstgelegene Bahnhof der ÖBB ist Gars-Thunau.
Seit 1995 fährt der Garser Bus, eine Initiative des Wirtschaftsvereins „Gars Innovativ“, jeweils dienstags und freitags Tautendorf, alle anderen Ortsteile und weitere Orte der Umgebung an, um Personen, die keinen PKW besitzen und keinen Anschluss an den ÖPNV haben, Einkäufe und Erledigungen in Gars am Kamp zu ermöglichen.

## Bedeutende in Tautendorf geborene oder hier wirkende Menschen
- Hans Heppenheimer (1901–1990), Pädagoge und Heimatforscher, wurde in Tautendorf geboren.
- Johann Georg Kranzler (1794–1866), Gründer des Café Kranzler in Berlin, wurde in Tautendorf geboren.